# Transglobal Underground
A Transglobal Underground (másként írva Trans-Global Underground vagy egyszerűen csak TGU) egy londoni székhelyű zenei együttes, ami a nyugati, keleti, valamint afrikai zenestílusok egyedi egyvelegét hozza létre számaiban. (Egyedi stílusát néha ”world fusion”-nek, illetve ”ethno-techno”-nak is nevezik.)  Az együttes tagjainak zenei ízlésének, és változatos kulturális hátterének köszönhetően alakult ki ez az újfajta stílus. Ezt tükrözi debütáló albumuk címe is: Dream of 100 Nations. Ezt követte az International Times, majd 1995-ben az Interplanetary Meltdown. A Transglobal Underground villámgyors hírnevet szerzett színpompás élő fellépéseivel, amelynek kellékei közé tartoztak a látványos színpadi kosztümök, a hastáncosok, és egy nepáli templomi őrség is. Népszerűségük ezen kívül Natacha Atlasnak is köszönhető, aki több évig énekesnőjük volt, és aki szólóalbumait is a TGU közreműködésével készítette. A Psychic Karaoke, legkifinomultabb albumuk 1996-ban jelent meg, majd az 1998-as Rejoice Rejoice, utána egy kis szünet következett. Következő albumuk a 2007-ben megjelent Moonshout, amin többek között egy magyar vonatkozású szám is található.

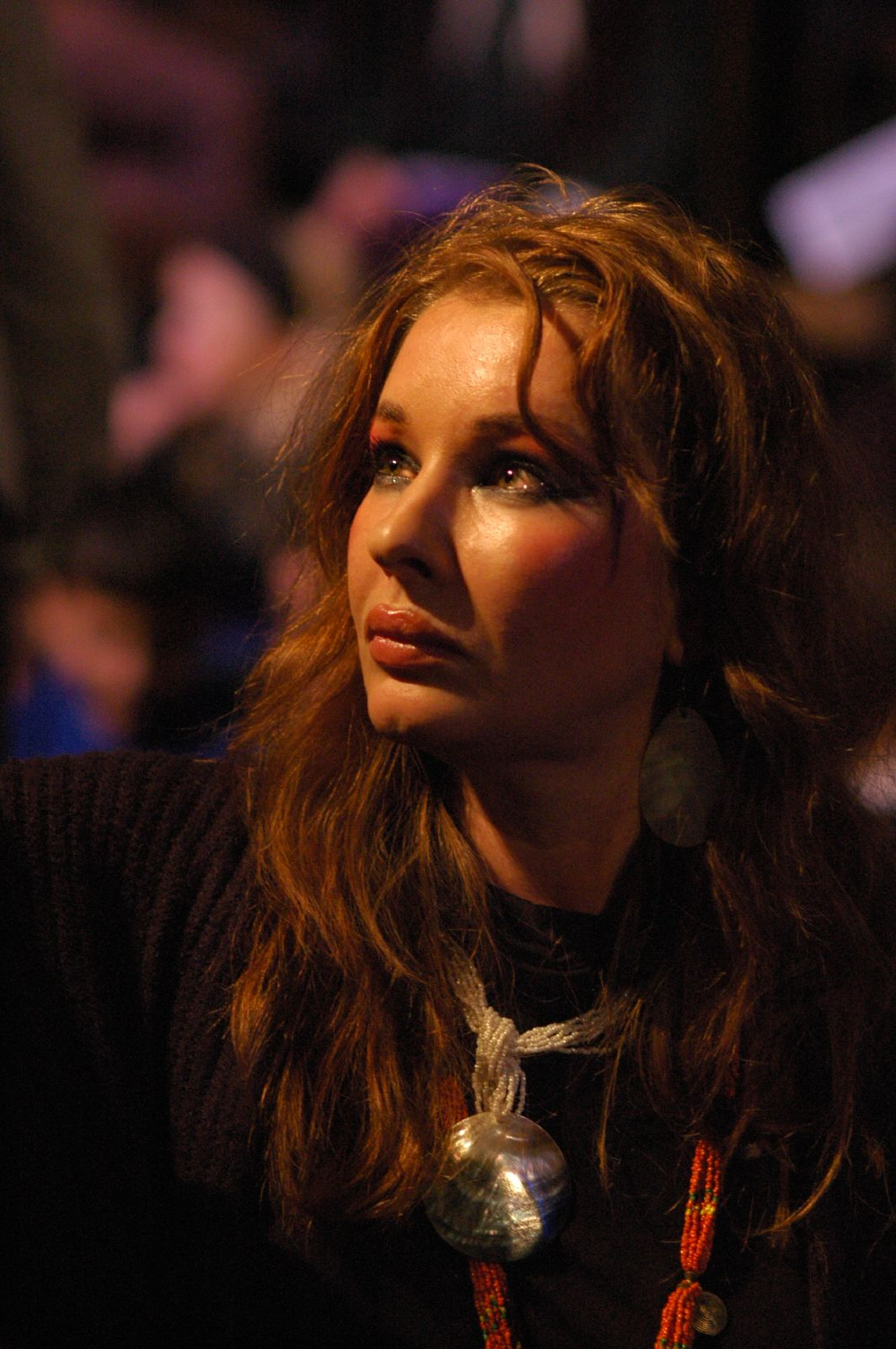
Natacha Atlas, az együttes egyik korábbi tagja

## Diszkográfia

### Albumok
- Dream of 100 Nations, 1993
- International Times, 1994
- Psychic Karaoke, 1996
- Rejoice Rejoice, 1998
- Yes Boss Food Corner, 2001
- Impossible Broadcasting, 2004
- Moonshout, 2007
- The Stone Turntable, 2011[3]

### Összeállítások/Remix albumok
- Interplanetary Meltdown, 1995 (remix album)
- Backpacking On The Graves Of Our Ancestors, 1999 (album a legnagyobb slágerekkel, néhány új számmal és mixekkel)
- Impossible Re-Broadcasting, 2007 (remix album)
- Run Devils and Demons, 2009 (2 CD-s összeállítás a TGU pályafutása során készített dalokból)

### DVD
- Trans-Global Underground: A film by Guillaume Dero 2008 (dokumentumfilm és élő felvétel) ed. lahuit.com